# Georges Carnus

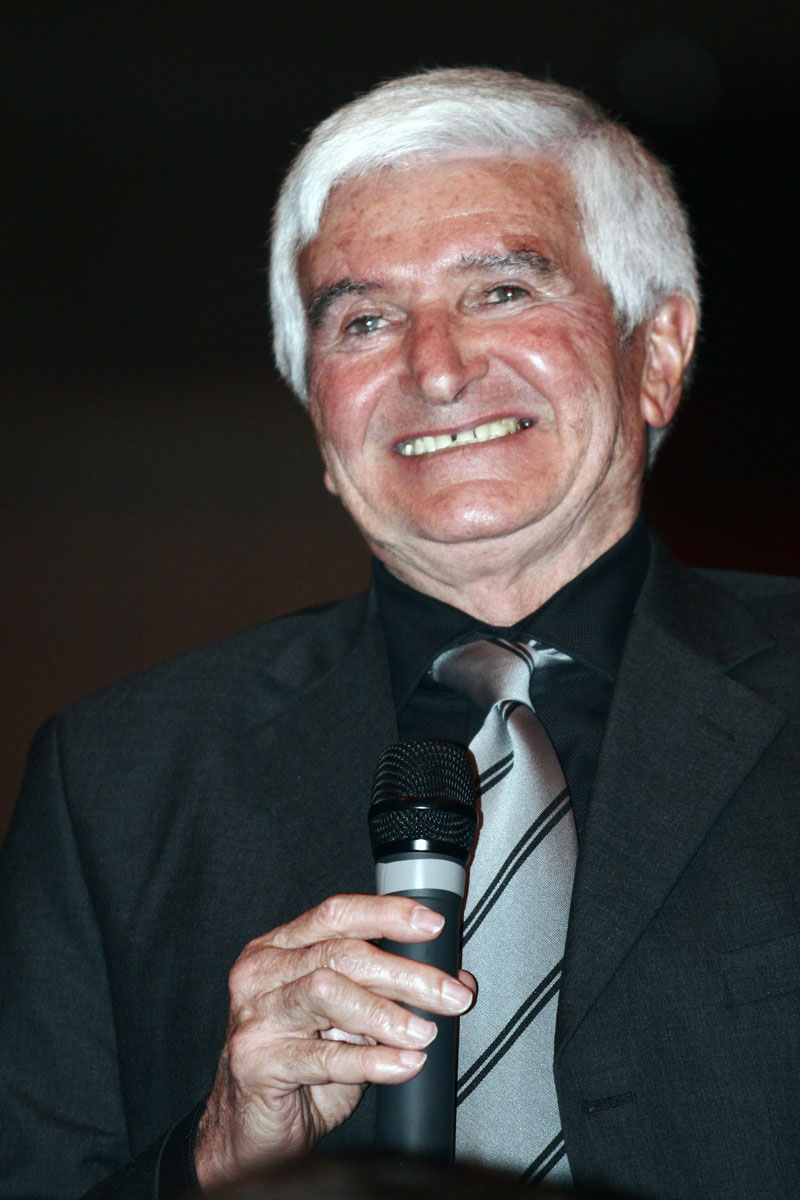
Georges Carnus (2007)

Georges Carnus (* 13. August 1942 in Gignac-la-Nerthe, Bouches-du-Rhône) ist ein ehemaliger französischer Fußballtorhüter.

## Im Verein
Georges Carnus wuchs am südlichen Stadtrand von Marignane auf; bei der dortigen Union Sportive begann er auch mit dem Fußballspielen. Mit gerade 17 Jahren wechselte er zur AS Aix. Dort entwickelte er sich zu einem athletischen, ruhigen und fangsicheren Torwart und kam 1960/61 zu ersten Einsätzen in der Zweitligaelf. Nach Aix' letztem Tabellenplatz am Ende dieser Saison verpflichtete ihn der Hauptstadtklub Stade Français.
In seinem ersten Jahr dort war er noch kein Stammtorhüter, aber ab der Spielzeit 1962/63 verpasste er fast keine Partie während der folgenden fünf Jahre. Seine Mannschaft landete viermal nacheinander nur auf dem 15. Platz der Abschlusstabelle der Division 1, aber an Carnus hat dieses Mittelmaß offenbar nur zu einem geringen Teil gelegen, denn schon im Frühjahr 1963 wurde er erstmals in die französische A-Nationalmannschaft berufen. Im Landespokalwettbewerb gelang es Stade Français in der Spielzeit 1964/65, bis ins Halbfinale vorzudringen, wo er allerdings der UA Sedan-Torcy unterlag. Als der Verein 1967 dann doch als Liga-20. in die Division 2 absteigen musste, holte der neu verpflichtete Erfolgstrainer Albert Batteux Georges Carnus zum frisch gekürten Meister AS Saint-Étienne.
Bei den Verts („die Grünen“ und ASSE sind zwei geläufige Bezeichnungen für die Fußballer aus der Industriestadt Saint-Étienne) wurde Carnus auf Anhieb zum Rückhalt einer offensivfreudigen Mannschaft, mit der er in den nächsten vier Jahren drei Meistertitel und zweimal die Coupe de France gewann, 1968 und 1970 sogar jeweils beide Titel in der gleichen Saison und damit auch zweimal den Doublé. In dieser Elf war mit Bereta, Bosquier, Herbin, Jacquet, Keïta, Larqué, Mekhloufi und Hervé Revelli mehr als die halbe Nationalmannschaft versammelt, zu der 1969 mit Lopez, Repellini, Patrick Revelli, Santini und Sarramagna weitere talentierte Spieler dazustießen. Im Europapokal der Landesmeister 1969/70 stand Carnus im Brennpunkt, als er nach einer 0:2-Niederlage bei Bayern München im Rückspiel (3:0) sein Tor rein hielt und seinem Team damit den Einzug in die nächste Runde ermöglichte. 1970 half er mit, den höchsten Pokalfinalsieg aller Zeiten (5:0 gegen den FC Nantes – dieser Landesrekord hat auch 2007 noch Bestand) herauszuspielen, und wurde erstmals zu Frankreichs Fußballer des Jahres gewählt.
Im Frühsommer 1971 folgte sein ebenso überraschender wie medienträchtiger Abschied von der ASSE. Wenige Spieltage vor Saisonende – die Elf stand mit zwei Punkten Vorsprung auf Platz 1 und schickte sich an, den fünften Meistertitel in Folge zu gewinnen – wurden dem Torwart und seinem Mitspieler Bernard Bosquier in einer Tageszeitung Wechselabsichten, die zumindest Letzterer vehement bestritt, nachgesagt. Daraufhin warf der Klubpräsident Roger Rocher beide Spieler umgehend aus dem Kader und nahm dabei in Kauf, dass die Verts die Saison nur als Vizemeister hinter Olympique Marseille beendeten, dem sich die beiden Geschassten daraufhin anschlossen. Dieser Vorgang hat die Beziehung zwischen den beiden südfranzösischen Vereinen noch viele Jahre lang belastet.
Auch mit Marseille gewann Georges Carnus gleich am Ende seiner ersten Saison den Doublé – aus einem guten Team ragten zudem Skoblar, Magnusson und Gress hervor –, und er blieb trotz des Wechsels weiterhin die Nr. 1 in der Nationalmannschaft. Schon Ende 1971 war er zudem erneut Fußballer des Jahres geworden. Die beiden Titel von 1972 waren allerdings seine letzten: 1973 wurde Olympique wenigstens noch Dritter in der Meisterschaft, ein Jahr später allerdings nur mehr Tabellenzwölfter. In dieser letzten Saison erlebte er einen sportlichen Tiefpunkt seiner Karriere, als man im UEFA-Pokal-Rückspiel beim 1. FC Köln mit 0:6 unter die Räder geriet. Kurz nach dem letzten Spieltag der Division 1 traf Carnus dann der Schicksalsschlag (siehe unten), der ihn mit erst 31 Jahren seine Torwarthandschuhe von einem Tag auf den anderen an den Nagel hängen ließ.

### Stationen
- Union Sportive de Marignane (1950–1959)
- Association Sportive Aixoise (1959–1961, als Jugendlicher und in D2)
- Stade Français Paris (1961–1967)
- Association Sportive Saint-Étienne (1967–1971)
- Olympique Marseille (1971–1974)

## In der Nationalelf
Georges Carnus wurde zwischen April 1963 und Mai 1973 bei insgesamt 36 A-Länderspielen in der Équipe tricolore eingesetzt. Seine erste Berufung erhielt er bereits als 20-Jähriger, wobei Doppelweltmeister Pelé höchstpersönlich dafür sorgte, dass Carnus dies nicht zu Kopf steigen konnte: bei Brasiliens 3:2-Sieg in Colombes überwand er den jungen Keeper dreimal. Es dauerte dann dreieinhalb Jahre, ehe er wieder im Tor der Bleus stand – und diesmal schenkte ihm Ungarns Stürmer János Farkas sogar vier Treffer ein. Kurz vorher hatte der Torhüter zum französischen Aufgebot bei der WM 1966 gehört, war aber in England zu keinem Einsatz gekommen, weil Trainer Guérin ihm den älteren Marcel Aubour vorzog. Unter den Interimstrainern Jean Snella, José Arribas und Just Fontaine bestritt er 1966/67 fünf Spiele in Folge, aber zum Stammtorwart wurde er endgültig erst durch seine Leistungen beim 1:1 gegen Westdeutschland im September 1968. Bis Mai 1973 fehlte er in lediglich vier von 32 Länderspielen; mit der Nationalmannschaft an einem großen Turnier teilzunehmen, war Carnus in dieser Zeit allerdings nicht vergönnt.

## Jähes Karriereende
Ende Juni 1974, zu Beginn der Sommerpause, verunglückte Georges Carnus mit dem Auto zwischen Laval und Vitré; er selbst genas von seinen schweren Verletzungen, aber seine Ehefrau und die beiden Töchter überlebten den Unfall nicht. Nach seiner physischen Rekonvaleszenz ließ er sich in Aix-en-Provence nieder, nahm, wie etliche andere Fußballer nach ihrem Karriereende, eine Stelle bei der französischen Vertriebsorganisation von Adidas an und „stürzte sich in die Arbeit, um seine persönliche Tragödie zu verdrängen“. Daneben arbeitete er ehrenamtlich mit den Jugendauswahlmannschaften der Ligue de la Méditerranée, der regionalen Untergliederung des französischen Fußballverbandes.

## Palmarès
- Französischer Meister: 1968, 1969, 1970 mit Saint-Étienne, 1972 mit Marseille
- Französischer Pokalsieger: 1968, 1970, 1972
- 410 Spiele in der Division 1, davon 171 mit Stade Français, 130 mit AS Saint-Étienne und 109 mit Olympique Marseille[4]
- 36 A-Länderspiele für Frankreich, davon 6 in seiner Zeit bei Paris, 18 bei Saint-Étienne und 12 bei Marseille
- 22 Europapokaleinsätze, davon 12 mit Saint-Étienne (alle im Meisterwettbewerb) und 10 mit Marseille (6 im Landesmeister- und 4 im UEFA-Pokal)
- Frankreichs Fußballer des Jahres: 1970, 1971